# Humanist (tijdschrift)
Tijdschrift Humanist was vanaf januari 1971 de opvolger van Mens en Wereld, het blad van het Humanistisch Verbond. Sinds 2002 was het niet langer orgaan van het HV, maar een onafhankelijk opinietijdschrift dat viermaal per jaar verschijnt. Jaargang 2007 was de 60e en tevens laatste jaargang, waarbij de uitgaven van de voorgangers zijn inbegrepen. In 2008 is het vervangen door het blad Human.

## Doel
Informeren van de abonnees over activiteiten van de humanistische beweging. Analyse van het nieuws met nadruk op het humanistisch gedachtegoed. Discussie en debat over maatschappelijke thema’s stimuleren door prikkelende opiniebijdragen. Artikelen over en interviews met humanisten en voor humanisten interessante personen.

## Oplage
De oplage was circa 7.500. In de hoogtijdagen van het Humanistisch Verbond, toen de Humanist nog het ledenorgaan van het HV was, heeft het blad een oplage van 13.000 gekend (1972). Het verscheen toen bovendien tweewekelijks (later negen maal per jaar, vervolgens tweemaandelijks en thans eens per kwartaal).

## Geschiedenis
In 1970 had het humanistisch tijdschrift Mens en Wereld 25 jaargangen beleefd. De redactie achtte het hoog tijd om het blad te vernieuwen. Vanaf 1971 werd Mens en Wereld in een nieuw jasje gestoken. In de nieuwe opzet verdween de naam Mens en Wereld en werd het in Humanist veranderd. Het lidwoord de is later in de titel opgenomen.
Bij de overgang van Mens en Wereld naar Humanist bleef de redactie hetzelfde. Hoofdredacteur was Casper Vogel. In de redactieraad zaten: mevr. P. Heienekamp, mej. E. van der Reijden, Ron de la Rie, H.J. Roethof en H. Wiedeman. De redactiesecretaris was F.C. van Soestbergen. De lay-out werd gedaan door Gerard Voet. Het blad werd gedrukt door drukkerij Storm te Utrecht. In een artikel in het eerste nummer van Humanist legt de redactie uit waarom voor vernieuwing is gekozen. Allereerst was het oude blad aan vernieuwing toe. Humanist zou aantrekkelijker, moderner en beter leesbaar worden. Hiertoe werd de opmaak van het blad gewijzigd. En er werd overgegaan op het nieuwe off-set drukprocedé.
Ten tweede was het de bedoeling om verschillende bladen en periodieken die door het Humanistisch Verbond werden uitgegeven onder te brengen in één blad. Dit sloot aan bij een congresbesluit uit 1969 van het HV. Humanist wilde zich niet profileren als het ledenblad van het HV, maar als een blad voor humanistisch denkenden en met het humanisme sympathiserenden. Het zou dus ook kritische geluiden kunnen laten horen ten opzichte van het Verbond. Ten slotte werd Humanist losgekoppeld van het lidmaatschap van het HV. Als abonnee op Humanist hoefde men geen lid te zijn van het HV en omgekeerd. De redactie hoopte met de vernieuwing ook een grotere oplage te bereiken. Het blad moest 'steeds meer en steeds indringender over de grenzen van het Humanistisch Verbond heen, de samenleving kunnen confronteren met een humanistische visie'.
Ondanks de vernieuwing kregen de lezers qua inhoud hun vertrouwde blad, met de vertrouwde rubrieken. Humanist bleef een humanistische bijdrage leveren aan de discussie over levensbeschouwelijke en daarmee verband houdende maatschappelijke vragen. Humanist zette hiermee de traditie voort van Mens en Wereld. Om de continuïteit ook administratief te benadrukken werd besloten om de jaargangen te laten doorlopen. Zo staat in het eerste nummer te lezen: Humanist, 26e jaargang nummer 1. Het blad verscheen evenals Mens en Wereld tweewekelijks. Het kende de vaste rubrieken on/eens en Kritisch. De eerste rubriek was te vinden op de eerste pagina van het blad en bestond uit ingezonden reacties. De rubriek Kritisch was te vinden op de laatste pagina. In deze rubriek werd het nieuws uit binnen- en buitenland onder de loep genomen en van commentaar voorzien. De rubriek was op 18 september 1971 voor het laatst te lezen. Eveneens op de laatste pagina had Ans Spigt een vaste column waarin ze schreef over haar belevenissen als oudere. Ze legde na 10 jaar schrijven voor Mens en Wereld en Humanist in december 1971 haar pen neer.
Het bleek al snel dat Humanist op twee gedachten hinkte. Enerzijds wilde het, over de grenzen van het georganiseerde humanisme heen, een bijdrage leveren aan de meningsvorming. Anderzijds wilde het een communicatiemiddel zijn voor het Humanistisch Verbond. Wat was het nu voor een blad? Een ledenblad voor Humanistisch Verbond of een onafhankelijk blad voor humanisten en sympathisanten? In het nummer van juni 1972 staat een bericht te lezen over een redactiewisseling en een verandering in werkwijze. Humanist zou vanaf augustus geredigeerd worden op het Centraal Bureau te Utrecht. Het was immers belangrijk dat Humanist een verenigingsblad zou worden met een bindende functie. Vanaf september 1972 ging het HV-periodiek In en Om op in Humanist. Deze verandering, die in het schrijven werd gebracht als een verbetering, kostte HV-leden die geen abonnement hadden op Humanist 10 gulden extra contributie. Humanist werd nu meer het ledenblad van het HV, al beweerde de redactie stellig van niet. Het Centraal Bureau gebruikte Humanist als medium in de ledenwerfactie die in september 1972 van start ging.
Vanaf 1 september 1972 werd Humanist weer naar alle (toen 13.000) leden van het HV gezonden en werd het blad officieel het ledenblad van het Humanistisch Verbond. Het hoofdbestuur werd verantwoordelijk voor de inhoud. De directeur van het HV nam de samenstelling en eindredactie op zich. Drukkerij Storm werd ingeruild voor Lumax Utrecht. Het blad bevatte nu hoofdzakelijk nieuws van en over het Humanistisch Verbond. Zo was er de vaste rubriek 'Hoofdbestuur' voorin ieder blad. In een andere rubriek 'In de marge', van W. Fiege, werd commentaar gegeven op het nieuws. Ook was er plaats voor aankondigingen van radio- en tv-programma’s in de rubriek 'Radio & TV'. Verder werden rubrieken als 'Nieuws uit de gemeenschappen' en 'Ingezonden brieven' gestart. Piet Thöenes schreef regelmatig een column. Het blad werd verder gevuld met beschouwingen over maatschappelijke kwesties in binnen- en buitenland, artikelen van en over humanisten en hun werkterrein, boekbesprekingen, mededelingen en advertenties.
Afgezien van het logo veranderde er tot 1982 aan opzet, uiterlijk en inhoud vrijwel niets. In december 1982 werd de opzet echter gewijzigd. Humanist werd een maandblad. De tweewekelijkse uitgave bleek niet meer te voldoen aan de behoefte van de lezers. Het werd als saai en moeilijk ervaren. Bovendien zag het dunne blad als product van een organisatie die wilde opkomen voor 'miljoenen buitenkerkelijken' er ietwat armoedig uit, aldus de redactie. Door er een maandblad van te maken zou het mogelijk worden om een meer verantwoord en gevarieerd aanbod te geven van wat er speelde in de humanistische wereld. De redactie sprak de hoop uit dat het tot een aantrekkelijk en stimulerend magazine zou uitgroeien. Het nadeel was dat Humanist nu minder op actuele zaken zou kunnen inspringen. Maar de redactie stelde dat zij nooit de pretentie had gehad om boven op de actualiteit van de dag te zitten. Het blad was door zijn aard immers meer beschouwend gericht, aldus de redactie. Aan de inhoud veranderde vooralsnog niet zoveel. De kleurenfoto deed in februari 1992 zijn intrede. Eerst op de cover. Later, in februari 1996, verschenen de eerste kleurenfoto's bij artikelen in het blad.  Kleurenfoto's werden echter mondjesmaat geplaatst vanwege de kosten.
Op de cover van het maart nummer van 1992 staat een nieuwe ondertitel te lezen: Maandblad over humanisme, mens en wereld. Het was weer een verandering in opzet; van informatieblad van het HV naar een blad voor alle humanisten en sympathisanten. En het blad zou voortaan ongeveer 36 pagina's tellen. De nadruk verschoof langzaam naar beschouwelijke artikelen over uiteenlopende onderwerpen en artikelen van en over bekende Nederlanders en hun visies. Dit ging ten koste van nieuws uit het HV en de Gemeenschappen dat voortaan slechts een paar pagina's besloeg.
Een nieuwe stijlbreuk diende zich aan in het septembernummer van 2000. De redactie stelde dat de vormgeving 'al decennialang' hetzelfde was gebleven. De eertijds vooruitstrevende opmaak begon wat sleets te worden. Daarom werd Humanist in een nieuw jasje gestoken. Er werden een paar oude rubrieken geschrapt en een paar nieuwe geïntroduceerd. Maar aan de inhoud zou niet veel veranderen, zo verzekerde de redactie. Ook zou in de nieuwe opzet efficiënter met de kosten kunnen worden omgegaan. Een en ander ging gepaard met een nieuw logo op de voorzijde van het blad. Ook werd veel gewerkt met paginagrote kleurenfoto's en een opmaak in felle kleuren. Het glanzend papier werd ingeruild voor een goedkopere papiersoort. Het blad kwam negen keer per jaar uit: Zeven reguliere nummers en twee themanummers (zomer en winter editie). Alleen de themanummers waren los in de boekhandel en kiosken verkrijgbaar. De rest was alleen in abonnement te verkrijgen.
Deze 'restyling' kwam de overzichtelijkheid en leesbaarheid echter niet ten goede, zo bleek. Naast positieve reacties regende het klachten van trouwe lezers. De een werd "bijna onpasselijk van die lelijke, giftige harde en felle kleuren en grote kleurvlakken.". Een andere lezer begreep niet waarom er zoveel ruimte gebruikt werd voor een paar regels tekst. De gebruikte zuurstokkleuren werden als afschuwelijk ervaren en “het blad stonk naar drukinkt”. Het blad was voor velen niet meer herkenbaar als Humanist.
Het hoofdbestuur van het HV was niet ongevoelig voor de klaagzang. De aloude kwestie van de identiteit van het blad stak weer de kop op. Volgens de redactie was Humanist een mengvorm van publieksblad en een verenigingsblad. Het spanningsveld tussen die twee was niet op te lossen. De redactie gaf de voorkeur aan Humanist als publieksblad. Er stond één artikel per nummer in over de ontwikkelingen binnen de humanistische beweging. Het hoofdbestuur wilde echter dat Humanist meer een blad zou zijn waarin de leden van het HV konden lezen over ontwikkelingen binnen en activiteiten van de vereniging en de humanistische beweging. Daarom verzocht het hoofdbestuur de redactie om een enquête onder de lezers te houden met de vraag wat Humanist voor een blad moest zijn. Het HV maakte financieel moeilijke tijden door. De subsidies liepen terug terwijl de kosten gelijk bleven. Er moest dus fors worden bezuinigd. Dit had ook gevolgen voor Humanist. Voor het uitgeven werd een partner gezocht. Het HV was inmiddels ook in gesprek met andere humanistische organisaties om te onderzoeken hoe Humanist om te vormen tot een breed publieksblad voor de humanistische beweging. Als alternatief was het HV op zoek naar een uitgever die bereid was een groot deel van de exploitatiekosten op zich te nemen. HV-leden zouden dan in de toekomst via een eigen ledenblad van nieuws worden voorzien. De uitkomst van de enquête wees uit dat er onder leden veel behoefte was aan nieuws uit de eigen humanistische beweging. Het hoofdbestuur besloot om een apart verenigingsorgaan op te richten. Hiertoe werd het blad voor kaderleden Humus omgevormd tot ledenblad en dit verscheen vanaf 2002 in een nieuwe opzet.
Aan het eind van 2001 verscheen er een berichtje in Humanist dat het blad per 1 januari 2002 door uitgeverij SWP zou worden overgenomen. Dit was al langer de uitgever van het verwante tijdschrift [Humanistiek], voortzetting van het blad Rekenschap. Exploitatie van Humanist was voor het HV financieel niet meer op te brengen. Het blad werd dikker maar zou minder vaak verschijnen. In plaats van negen keer (zeven reguliere nummers en twee themanummers) zou het blad voortaan zes keer uitkomen met gemiddeld 64 pagina's in plaats van 32 pagina's. Hiermee viel een zware financiële last van de schouders van het HV. Wel kreeg de nieuwe uitgever nog voor enkele jaren een subsidie van HV voor de exploitatie van het tijdschrift. Vanaf maart 2002 werd het vernieuwde blad als de Humanist te koop aangeboden in kiosken en een groot aantal boekhandels. Tot nu toe waren alleen de themanummers los in de boekhandel verkrijgbaar. De leden van het HV kregen het blad niet meer automatisch, zij moesten zich apart abonneren, zij het met een ledenkorting. Dit besluit had nagenoeg een halvering van de oplage tot gevolg. Thans zijn nog ca. 4.500 (van de ca. 9.500 HV-leden) abonnee op de Humanist. 
In de eerste nummers van jaargang 2002 voerde de Humanist als ondertitel Onafhankelijk tijdschrift voor Humanisten. Sinds september 2002 staat de vermelding Onafhankelijk opinietijdschrift in het colofon. De Humanist verscheen van 2002 tot en met 2006 tweemaandelijks. Rechtstreekse invloed van het HV op het blad is sinds 2002 definitief verdwenen. Wel heeft het HV nog een ledenpagina in het blad. Tijdschrift en de abonnementenadministratie zijn nog altijd eigendom van het HV. De exploitatie is echter uitbesteed. De uitgever benoemt de redactie. Het blad heeft een journalistieke formule, waarvan beschouwende en opiniërende artikelen, ‘analyses’ en essays de hoofdmoot vormen. In ieder nummer voorts een interview met een voor het humanisme interessante persoonlijkheid en columns van o.a. Max Pam, Mohammed Benzakour, Esther Gerritse.

## Actuele situatie
Medio 2006 berichtte de redactie van de Humanist dat de uitgever had aangekondigd de exploitatie te willen beëindigen. Dit (mede) vanwege het wegvallen van de afgesproken financiële bijdrage van het Humanistisch Verbond, dat sinds enkele jaren met een gestaag teruglopend aantal leden te kampen heeft. Ook het blad zelf had reeds enkele jaren met een krimpend aantal abonnees te maken, vooral als gevolg van de vergrijzing en de algemene terugloop van belangstelling voor tijdschriften.
Na het nieuws over de aankondiging van de uitgever meldden zich enkele kandidaten voor overname van de exploitatie van het tijdschrift. Het HV heeft enkele maanden met diverse uitgevers onderhandeld, maar toen in november 2006 nog geen concreet plan voor overname genomen bleek te zijn, besloot uitgeverij SWP de uitgave nog een jaar voort te zetten. Wel werd de verschijningsfrequentie van de Humanist teruggebracht van tweemaandelijks tot eens per kwartaal. In het laatste nummer van 2006 staat een ‘Bericht van de uitgever’ opgenomen, waarin sprake is van overgang naar een ‘kwartaalblad met in omvang gelijkblijvende hoeveelheid redactionele informatie’. Om het verlies aan actualiteit op te vangen zou de website van het blad worden uitgebreid met o.a. een actuele agenda en recensies van actuele publicaties en (film- en documentaire) dvd’s. Actueel nieuws waar humanisten of humanistische organisaties een rol in spelen wordt aangeboden via de Humanistische Alliantie. In de loop van 2007 besloot het HV de stekker uit het aloude blad te trekken en zette in plaats daarvan met Boom Uitgevers een nieuw kwartaalblad op genaamd Human.